# Lions au soleil
Pour plus de détails, voir Fiche technique et Distribution.
Lions au soleil (Leoni al sole)  est un film italien réalisé par Vittorio Caprioli, sorti en 1961.

## Synopsis
À Positano, un groupe de « séducteurs » tente sans succès de séduire de jeunes touristes. À la fin de la saison estivale, les plages se dépeuplent et chacun reprend sa vie ordinaire ponctué par le farniente et par le souvenir d'espoirs déçus.

## Fiche technique
- Titre : Leoni al sole
- Réalisateur : Vittorio Caprioli
- Sujet :
- Scénario : Raffaele La Capria, Vittorio Caprioli
- Scénographie : Aurelio Crugnola
- Producteur : Alessandro Jacovoni
- Photographie : Carlo Di Palma
- Montage : Nino Baragli
- Musique : Fiorenzo Carpi
- Société de production :Ajace, Euro International Film
- Distribution :Euro International Film
- Pays d'origine :  Italie
- Année : 1961
- Durée : 100 min
- Image : B/N
- Audio : sonore - mono
- Genre : Comédie

## Distribution
- Vittorio Caprioli : Giugiú
- Carlo Giuffré : Zazà
- Philippe Leroy : Mimí
- Franca Valeri : Giulia
- Serena Vergano (en) : Serena
- Enzo Cannavale : Le commissaire
- Mia et Pia Genberg